# 獨立電視新聞

ITN在2006至2022年使用的商標

獨立電視新聞（ITN，Independent Television News）是英國的一家為商業電視台進行新聞採訪和新聞製作的公司。ITN總部設於倫敦，在北京、布魯塞爾、約翰尼斯堡、耶路撒冷、紐約、巴黎、雪梨以及美國首都華盛頓特區都有駐地辦公室。
ITN為英國獨立電視網（ITV）、第四台和第五台製作每日播出的新聞節目，並且亦為其它客戶製作包括紀錄片、體育、廣告等內容。1955年至1999年期間，ITN亦是獨立電視網新聞節目的品牌名稱。1999年3月8日開始，獨立電視網改用ITV新聞品牌，但ITN仍然是其新聞節目的製作單位。獨立電視公司亦是ITN最大股東，持有ITN40%的股份。DMGT、湯森路透和Informa各持有ITN20%的股份。
1997年開始，ITN隔年製作一期英皇聖誕文告。
雖然新聞製作仍然是ITN經營的基礎，但ITN的收入來源已日趨多樣化。ITN資源（舊名ITN檔案）是世界最大的歷史影片檔案之一。ITN製作向多個平台提供素材。包括ITV、BBC、第四台、第五台、歷史頻道、探索頻道等電視台均有播出ITN製作的節目。

## 外部連結
- 官方网站